# Lista de episódios de Pose
Pose é uma série de televisão americana de drama criada por Ryan Murphy, Brad Falchuk e Steven Canals para a FX. A série retrata a cena nova iorquina LGBT+ e não-binária Africana-Americana e Latina dos anos 80, e na segunda temporada, no início dos anos 90. Estreou em 3 de junho de 2018 com aclamação da crítica especializada. Em 12 de julho de 2019, Pose foi renovada para sua segunda temporada, que estreou em 11 de julho de 2019. Em 17 de junho de 2019, FX renovou a série para sua terceira e última temporada, que estreou em 2 de maio de 2021.
Em 6 de junho de 2021, Pose chegou ao fim com 26 episódios exibidos.

## Resumo
| Temporada | Temporada | Episódios | Episódios | Originalmente exibido | Originalmente exibido |
| Temporada | Temporada | Episódios | Episódios | Estreia da temporada  | Final da temporada    |
| --------- | --------- | --------- | --------- | --------------------- | --------------------- |
|           | 1         | 8         | 8         | 3 de junho de 2018    | 22 de julho de 2018   |
|           | 2         | 10        | 10        | 11 de junho de 2019   | 20 de agosto de 2019  |
|           | 3         | 8         | 8         | 2 de maio de 2021     | 6 de junho de 2021    |

## Episódios

### 1ª Temporada (2018)
| N.º na série | N.º na temp. | Título                 | Dirigido por          | Escrito por                                | Exibição original   | Cód. de produção | Audiência (milhões) |
| ------------ | ------------ | ---------------------- | --------------------- | ------------------------------------------ | ------------------- | ---------------- | ------------------- |
| 1            | 1            | "Pilot"                | Ryan Murphy           | Ryan Murphy & Brad Falchuk & Steven Canals | 3 de junho de 2018  | 1WBF01           | 0.688               |
| 2            | 2            | "Access"               | Ryan Murphy           | Ryan Murphy & Brad Falchuk & Steven Canals | 10 de junho de 2018 | 1WBF02           | 0.548               |
| 3            | 3            | "Giving and Receiving" | Nelson Cragg          | Janet Mock & Our Lady J                    | 17 de junho de 2018 | 1WBF03           | 0.561               |
| 4            | 4            | "The Fever"            | Gwyneth Horder-Payton | Janet Mock                                 | 24 de junho de 2018 | 1WBF04           | 0.719               |
| 5            | 5            | "Mother's Day"         | Silas Howard          | Steven Canals                              | 1 de julho de 2018  | 1WBF05           | 0.582               |
| 6            | 6            | "Love is the Message"  | Janet Mock            | Ryan Murphy & Janet Mock                   | 8 de julho de 2018  | 1WBF06           | 0.594               |
| 7            | 7            | "Pink Slip"            | Tina Mabry            | Steven Canals & Our Lady J                 | 15 de julho de 2018 | 1WBF07           | 0.689               |
| 8            | 8            | "Mother of the Year"   | Gwyneth Horder-Payton | Ryan Murphy & Brad Falchuk & Steven Canals | 22 de julho de 2018 | 1WBF08           | 0.781               |

### 2ª Temporada (2019)
| N.º na série | N.º na temp. | Título                             | Dirigido por          | Escrito por                                | Exibição original    | Audiência (milhões) |
| ------------ | ------------ | ---------------------------------- | --------------------- | ------------------------------------------ | -------------------- | ------------------- |
| 9            | 1            | "Acting Up"                        | Gwyneth Horder-Payton | Ryan Murphy & Brad Falchuk & Steven Canals | 11 de junho de 2019  | 0.672               |
| 10           | 2            | "Worth It"                         | Gwyneth Horder-Payton | Janet Mock                                 | 18 de junho de 2019  | 0.567               |
| 11           | 3            | "Butterfly/Cocoon"                 | Janet Mock            | Our Lady J                                 | 25 de junho de 2019  | 0.589               |
| 12           | 4            | "Never Knew Love Like This Before" | Ryan Murphy           | Ryan Murphy & Janet Mock                   | 9 de julho de 2019   | 0.580               |
| 13           | 5            | "What Would Candy Do?"             | Tina Mabry            | Steven Canals                              | 16 de julho de 2019  | 0.497               |
| 14           | 6            | "Love's In Need Of Love Today"     | Tina Mabry            | Brad Falchuk & Our Lady J                  | 23 de julho de 2019  | 0.505               |
| 15           | 7            | "Blow"                             | Jennie Livingston     | Janet Mock                                 | 30 de julho de 2019  | 0.405               |
| 16           | 8            | "Revelations"                      | Steven Canals         | Steven Canals                              | 6 de agosto de 2019  | 0.508               |
| 17           | 9            | "Life's a Beach"                   | Gwyneth Horder-Payton | Janet Mock & Our Lady J                    | 13 de agosto de 2019 | 0.547               |
| 18           | 10           | "In My Heels"                      | Janet Mock            | Ryan Murphy & Brad Falchuk & Steven Canals | 20 de agosto de 2019 | 0.536               |

### 3ª Temporada (2021)
| N.º na série | N.º na temp. | Título                               | Dirigido por  | Escrito por                                                       | Exibição original  | Audiência (milhões) |
| ------------ | ------------ | ------------------------------------ | ------------- | ----------------------------------------------------------------- | ------------------ | ------------------- |
| 19           | 1            | "On the Run"                         | Janet Mock    | Steven Canals & Janet Mock                                        | 2 de maio de 2021  | 0.498               |
| 20           | 2            | "Intervention"                       | Steven Canals | Steven Canals & Our Lady J                                        | 2 de maio de 2021  | 0.370               |
| 21           | 3            | "The Trunk"                          | Tina Mabry    | Janet Mock & Brad Falchuk                                         | 9 de maio de 2021  | 0.394               |
| 22           | 4            | "Take Me To Church"                  | Janet Mock    | Janet Mock, Steven Canals & Brad Falchuk                          | 16 de maio de 2021 | 0.404               |
| 23           | 5            | "Something Borrowed, Something Blue" | Steven Canals | Brad Falchuk & Steven Canals                                      | 23 de maio de 2021 | 0.360               |
| 24           | 6            | "Something Old, Something New"       | Janet Mock    | Janet Mock                                                        | 30 de maio de 2021 | 0.434               |
| 25 26        | 7 8          | "Series Finale"                      | Steven Canals | Ryan Murphy, Brad Falchuk, Steven Canals, Janet Mock & Our Lady J | 6 de junho de 2021 | 0.530 0.485         |

## Audiência
Nota: Para mais informações sobre a audiência, consulte a Audiência da 1.ª temporada, Audiência da 2.ª temporada e Audiência da 3.ª temporada.
| Temporada | Temporada | Ep. 1 | Ep. 2 | Ep. 3 | Ep. 4 | Ep. 5 | Ep. 6 | Ep. 7 | Ep. 8 | Ep. 9 | Ep. 10 |
| --------- | --------- | ----- | ----- | ----- | ----- | ----- | ----- | ----- | ----- | ----- | ------ |
|           | 1         | 688   | 548   | 561   | 719   | 582   | 594   | 689   | 781   | N/A   | N/A    |
|           | 2         | 672   | 567   | 589   | 580   | 497   | 505   | 405   | 508   | 547   | 536    |
|           | 3         | 498   | 370   | 394   | 404   | 360   | 434   | 530   | 485   | N/A   | N/A    |